# 819 Barnardiana
819 Barnardiana este un asteroid din centura principală, descoperit pe 3 martie 1916, de Max Wolf.